# Милиндер, Лев Максович
Лев Ма́ксович Мили́ндер (31 декабря 1930, Ленинград, СССР — 8 марта 2005, Санкт-Петербург, Россия) — советский и российский актёр театра и кино, автор театральных «капустников». Заслуженный артист РСФСР (1991).

## Биография

### Ранние годы
Родился 31 декабря 1930 года в Ленинграде, в еврейской семье, которая жила на Загородном проспекте, дом № 12, кв. 63. Во время Великой Отечественной войны с младшей сестрой Нелей, бабушкой и дедушкой был эвакуирован в Троицк. Отец — Макс Яковлевич Милиндер (1907—?), был призван в действующую армию 2 июля 1941 года, служил в штабе 39-й армии, капитан, награждён орденом Красной Звезды (1942), медалью «За боевые заслуги». Мать — Ида Марковна (Мордковна) Сапожник, умерла в Израиле. Сестра — кандидат медицинских наук Нинель Максовна Милиндер (род. 1936), фтизиатр.
В 1953 году окончил Ленинградский государственный театральный институт имени А. Н. Островского (класс Бориса Вульфовича Зона, Т. Г. Сойниковой и В. И. Честнокова), после чего вместе с женой — актрисой Ниной Николаевной Ургант — был направлен на работу по распределению в Ярославский драматический театр имени Фёдора Волкова.

### Карьера
На протяжении пятидесяти лет, с апреля 1954 года и до конца жизни, служил в труппе Ленинградского (впоследствии Санкт-Петербургского) государственного академического театра комедии имени Н. П. Акимова. Получил известность в 1960 году после роли тени учёного в постановке режиссёра Николая Акимова «Тень» по одноимённой пьесе-сказке Евгения Шварца. Эта роль принесла Льву Милиндеру успех и стала вершиной его творческого пути. Позднее он сыграл немало достойных ролей: князя Сержа Ветринского в водевиле «Лев Гурыч Синичкин» с адаптированным текстом Алексея Бонди (по Дмитрию Ленскому), Жана в «Силуэтах Парижа» Франсуазы Саган, Дубровского в «Звонке в пустую квартиру» Дмитрия Угрюмова, — но они заметно уступали образу, созданному им в пьесе Шварца.
Многие годы Милиндер был бессменным автором акимовских «капустников», посвящённых юбилеям работников театра. На основе этих мероприятий, вызвавших большой общественный резонанс, в 1987 году был поставлен концерт-обозрение «Давайте говорить друг другу комплименты».

### Личная жизнь
- Жена (1950-е) — Нина Николаевна Ургант (1929—2021), актриса театра и кино, народная артистка РСФСР (1974), лауреат Государственной премии СССР (1976). Лев Максович и Нина Николаевна прожили в браке четыре года, после развода женился ещё четыре раза[15].
  - Сын — Андрей Львович Ургант (род. 28 ноября 1956), актёр театра и кино, телеведущий[16].
    - Внук — Иван Андреевич Ургант (род. 16 апреля 1978), актёр театра и кино, шоумен, теле- и радиоведущий, певец, музыкант, продюсер[15].
- Дочь от предпоследнего брака[15].

Лев Максович Милиндер скончался 8 марта 2005 года в Санкт-Петербурге, на 75-м году жизни. Похоронен на Преображенском еврейском кладбище в Санкт-Петербурге.

## Творчество

### Театр
Ленинградский (Санкт-Петербургский) государственный академический театр комедии имени Н. П. Акимова
Лев Милиндер прослужил в труппе театра более пятидесяти лет, с апреля 1954 года и до конца жизни, и в разные годы был занят в спектаклях:
- 1954 — «Судья в ловушке» — прохожие, нищие и прочие
- 1954 — «Помпадуры и помпадурши» — офицер
- 1959 — «Четверо под одной крышей» — подвыпивший гражданин
- 1959 — «Трёхминутный разговор» — бухгалтер
- 1960 — «Тень» по одноимённой пьесе-сказке Евгения Шварца (режиссёр — Николай Акимов) — тень (Теодор-Христиан) учёного (Христиана-Теодора)[12][13]
- 1962 — «Физики» — Уве Сиверс, старший санитар
- 1963 — «Дон Жуан» — иностранные послы / лорд Амандевилл / Джонсон / негр Баба / султан / Ламбро
- 1964 — «Дело» — Чибисов, подчинённости
- 1964 — «Двенадцатая ночь» — Фесте, шут Оливии
- 1966 — «Свадьба Кречинского» — Никанор Савич Бек, ростовщик
- 1968 — «Цилиндр» — Родольфо
- 1968 — «Силуэты Парижа» — Жан
- 1970 — «Да здравствует король!» — Владимир Николаевич, заместитель начальника инюрколлегии Министерства иностранных дел СССР / Посадион, надолго министр внутренних дел Б.
- 1970 — «Село Степанчиково и его обитатели» — Сноска
- 1972 — «Маленькое окно на великий океан» — поэт / художник / хор
- 1972 — «Тележка с яблоками» — Король Магнус / Памфилий / Плиний, министр финансов
- 1973 — «Троянской войны не будет» — Геометр, сенатр
- 1974 — «Романтики» — Страфорель
- 1974 — «Концерт для…» — кларнет
- 1976 — «Ремонт» — человек в шлёпанцах
- 1977 — «Баня» — Моментальников
- 1977 — «Сваха» — Корнелий Хэкл
- 1980 — «Тёркин-Тёркин» — первый критик
- 1980 — «Измена» — Глеб Алексеевич Валетов
- 1981 — «Сказка Арденского леса» — Жак-меланхолик
- 1984 — «Всё могут короли» — Рыбаков, член комиссии
- 1985 — «День Победы среди войны» — кларнет
- 1986 — «Двенадцатая ночь» — Антонио, капитан корабля, друг Себастьяна
- 1990 — «Ромул Великий» — Аполлион, антиквар
- 1992 — «Планета любви» — сенатор
- 1993 — «Тартарен из Тараскона» — буфетчик
- 1997 — «Страсти по Мольеру» — учитель танцев

### Фильмография
- 1979 — «Отелло» — Лодовико
- 1990 — «Закат» — Эйхбаум
- 1993 — «Ты у меня одна» — коллега Евгения Тимошина по НИИ
- 1995 — «Зимняя вишня 3»
- 1995 — «Дебюсси, или Мадемуазель Шу-Шу» («La musique de l’amour: Chouchou») — первая скрипка
- 2001 — «По имени Барон» (серия № 10) — старый раввин в синагоге
- 2004 — «Агент национальной безопасности 3» (серия № 32 «Падишах») — архивариус
- 2004 — «Иванов и Рабинович» — профессор славистики

### Озвучивание
- 1966 — «Поэма двух сердец» — кривой эмир (роль Р. Пирмухамедова)
- 1979 — «Приключения принца Флоризеля» — преступник в инвалидной коляске (роль Ильи Резника)
- 1981 — «Всем чертям назло»

## Награды
- 1991 — почётное звание «Заслуженный артист РСФСР» — за заслуги в области советского искусства[1][2].
- 2004 — медаль ордена «За заслуги перед Отечеством» II степени — за заслуги в области театрального искусства и многолетнюю плодотворную работу[20].